# Serica tayanpingensis
Serica tayanpingensis är en skalbaggsart som beskrevs av Ahrens 2005. Serica tayanpingensis ingår i släktet Serica och familjen Melolonthidae. Inga underarter finns listade i Catalogue of Life.